# NGC 5780
NGC 5780 este o infrared source⁠(d) situată în constelația Boarul. A fost descoperită în 30 martie 1887 de către Lewis A. Swift. Se află la o distanță de 100,87 megaparseci de Pământ.